# Canadá en los Juegos Olímpicos de Salt Lake City 2002
Canadá estuvo representado en los Juegos Olímpicos de Salt Lake City 2002 por un total de 150 deportistas que compitieron en 13 deportes.  
La portadora de la bandera en la ceremonia de apertura fue la patinadora de velocidad Catriona Le May Doan.

## Medallistas
El equipo olímpico canadiense obtuvo las siguientes medallas:
| Nombre                                                                              | Deporte                              | Competición         |
| ----------------------------------------------------------------------------------- | ------------------------------------ | ------------------- |
| Oro                                                                                 |                                      |                     |
| Beckie Scott                                                                        | Esquí de fondo                       | 10 km persecución F |
| Equipo                                                                              | Hockey sobre hielo                   | Torneo M            |
| Equipo                                                                              | Hockey sobre hielo                   | Torneo F            |
| Jamie Salé David Pelletier                                                          | Patinaje artístico                   | Parejas             |
| Catriona Le May Doan                                                                | Patinaje de velocidad                | 500 m F             |
| Marc Gagnon                                                                         | Patinaje de velocidad en pista corta | 500 m M             |
| Éric Bédard Marc Gagnon Jonathan Guilmette François-Louis Tremblay Mathieu Turcotte | Patinaje de velocidad en pista corta | 5000 m relevos M    |
| Plata                                                                               |                                      |                     |
| Don Bartlett Kevis Martin Carter Rycroft Ken Tralnberg Don Walchuk                  | Curling                              | Equipo M            |
| Veronica Brenner                                                                    | Esquí acrobático                     | Salto aéreo F       |
| Jonathan Guilmette                                                                  | Patinaje de velocidad en pista corta | 500 m M             |
| Bronce                                                                              |                                      |                     |
| Diane Dezura Kelley Law Cheryl Noble Julie Skinner Georgina Wheatcroft              | Curling                              | Equipo F            |
| Deidra Dionne                                                                       | Esquí acrobático                     | Salto aéreo F       |
| Cindy Klassen                                                                       | Patinaje de velocidad                | 3000 m F            |
| Clara Hughes                                                                        | Patinaje de velocidad                | 5000 m F            |
| Mathieu Turcotte                                                                    | Patinaje de velocidad en pista corta | 1000 m M            |
| Marc Gagnon                                                                         | Patinaje de velocidad en pista corta | 1500 m M            |
| Isabelle Charest Marie-Eve Drolet Amélie Goulet-Nadon Alanna Kraus Tania Vicent     | Patinaje de velocidad en pista corta | 3000 m relevos F    |